# San Vicente del Raspeig
San Vicente del Raspeig (tiếng Valencià: Sant Vicent del Raspeig) là một đô thị trong tỉnh Alicante, Comunidad Valenciana, Tây Ban Nha. Theo điều tra dân số 2007 (INE), đô thị này có dân số là 49.341 người.
Có hai lễ hội quan trọng hàng năm: lễ hội đốt lửa ngoài trời được gọi là Fogueres de Sant Vicent diễn ra trong mùa hè, và lễ hội Moros i Cristians trong mùa xuân.
Thành phố có nhiều mỏ đá vôi cung cấp nguyên liệu cho các nhà máy xi măng.